# Aquilegia atwoodii
Aquilegia atwoodii är en ranunkelväxtart som beskrevs av Stanley Larson Welsh. Aquilegia atwoodii ingår i släktet aklejor, och familjen ranunkelväxter. Inga underarter finns listade i Catalogue of Life.